# Ozmana huarpium
Ozmana huarpium is een eenoogkreeftjessoort uit de familie van de Ozmanidae. De wetenschappelijke naam van de soort is voor het eerst geldig gepubliceerd in 2004 door Gamarra-Luques, Vega, Koch & Castro-Vazquez.